# Культурфорум
Культурфорум (нем. Kulturforum) — культурный центр в берлинском районе Тиргартен между Потсдамской площадью и Ландвер-каналом.
В Культурфоруме размещаются:
- Новая национальная галерея
- Берлинская картинная галерея
- Гравюрный кабинет
- Музей художественных ремёсел
- Музей музыкальных инструментов
- Библиотека искусств
- Берлинская филармония
- Зал камерной музыки
- Государственная библиотека

## История
Квартал вилл эпохи грюндерства у южного края Большого Тиргартена был снесён при национал-социалистах в рамках запланированной перестройки Берлина в Столицу мира Германию. После разбора руин Второй мировой войны осталась только церковь Святого Матфея, которая была отреставрирована в 1959—1960 годах.
В 1958 году по итогам конкурса «Столица Берлин» появились первые планы возведения у Тиргартена в Западном Берлине нового культурного центра. Вместе с историческим центром Восточного Берлина в районе Митте в новом общем Берлине он должен был стать частью «Культурной ленты», протянувшейся с востока на запад. В 1959 году парламент Западного Берлина принял решение о строительстве в южной части Тиргартена нового здания Берлинской филармонии по проекту Ганса Шаруна, подготовленному первоначально для Федеральной аллеи в берлинском Вильмерсдорфе. Вокруг здания филармонии по идее Шаруна должен был появиться архитектурный ансамбль свободной городской застройки, отражавший общие демократические настроения. После возведения здания филармонии в 1963 году на основе эскиза Шаруна, выполненного в 1971 году, его многолетний сотрудник Эдгар Висниевски в 1979 году создал проект Зал камерной музыки, возведённого в 1984—1987 годах. В 1979—1984 годах Висниевски построил рядом с филармонией Государственный институт музыкальных исследований, в котором также разместился Музей музыкальных инструментов.
В 1965—1968 годах независимо от планов Шаруна напротив Филармонии Людвигом Мисом ван дер Роэ было построено здание Новой национальной галереи.
Вместе с проектом Государственной библиотеки Фонда прусского культурного наследия у Ганса Шаруна появилась идея Культурфорума: от планировавшихся музеев на западной стороне форум как долина должен был спускаться к находящемуся посередине гостевому дому Сената, чтобы затем подняться на востоке к Государственной библиотеке. После смерти Шаруна в 1972 году его работу продолжил Висниевски. Концепция Шаруна не была реализована в полной мере.
Международный конкурс 1965—1966 годов на проект зданий музеев не принёс удовлетворительных результатов, и проектные работы были поручены Рольфу Гутброду. Проект Гутброда предусматривал отдельные здания с общим двором и единым центральным входом и не вступал в конкуренцию с строениями Шаруна. Общая концепция подверглась серьёзной критике и в 1985 году проектировочные работы были приостановлены. В 1987 году по результатам нового конкурса было принято решение о строительстве картинной галереи по проекту Hilmer & Sattler und Albrecht. Берлинская картинная галерея была возведена в 1992—1998 годах.
В результате застройки территорий вокруг Потсдамской площади после объединения Германии Культурфорум оказался в совершенно новом архитектурном окружении и неоднократно критиковался как в конечном счёте неудачный пример модернистской городской архитектуры.